# Stortemelk (voilier)
Stortemelk est une goélette de la mer du nord. Son port d'attache est Amsterdam aux Pays-Bas. Il navigue essentiellement en mer baltique et sur la côte nord atlantique. Il doit son nom au célèbre canal entre les îles hollandaises de Terschelling et Vlieland, où les eaux ont l’aspect d’un lait crème (« stortemelk » en néerlandais).

## Histoire
Construit en 1961 à Hylkema aux Pays-Bas en tant que chalutier à moteur.  
En 1992-93 il est transformé en navire de croisière et utilisé comme charter en Allemagne et Pays-Bas. Il possède 8 cabines pour 22 passagers.
Il participe à de nombreux rassemblements de vieux voiliers sur la côte atlantique. Il a participé à Brest 2004 et aux Tonnerres de Brest 2012. Il sera présent à Brest 2016.